# لیچنیک ووچانی
لیچنیک ووچانی (به انگلیسی: Vevčani Republic) یکای پول رایج در کشور جمهوری ووچانی است. مسئولیت کنترل این واحد پولی برعهدهٔ بانک مرکزی جمهوری ووچانی قرار دارد.